# Dobyvatelé Gran Chaca

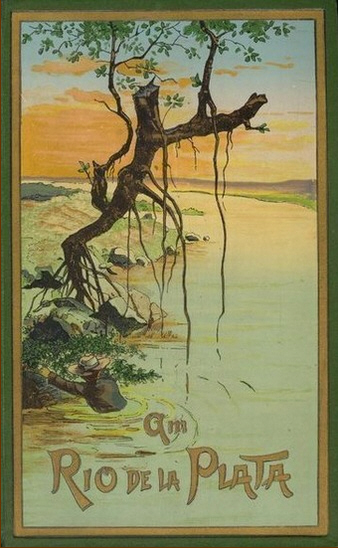
Vydání románu Am Rio de la Plata z roku 1894.

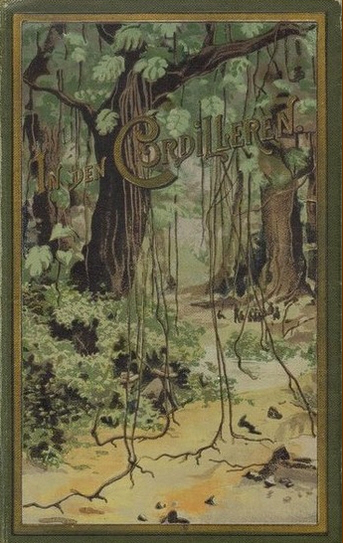
Vydání románu In den Cordilleren z roku 1894.

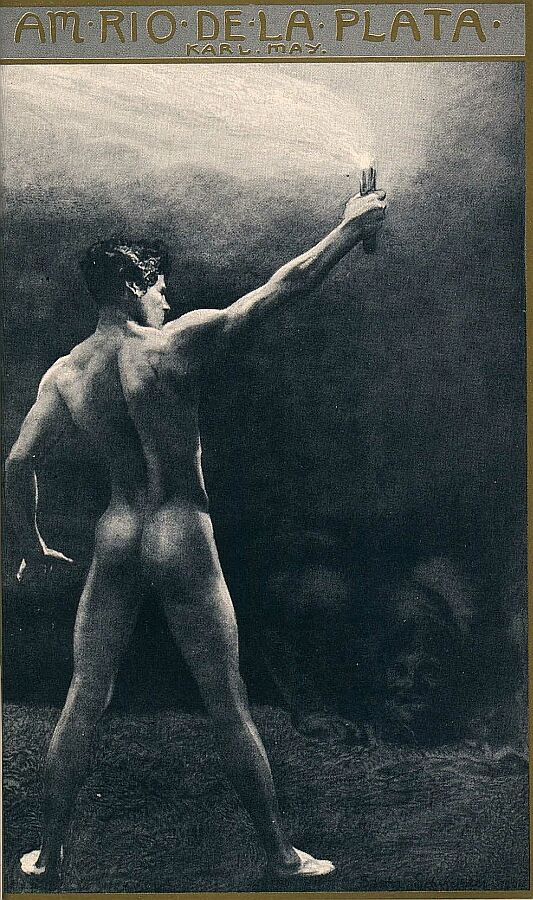
Obálka románu Am Rio de la Plata z roku 1904 od Saschy Schneidera.

Dobyvatelé Gran Chaca je český název dvoudílného dobrodružného románu německého spisovatele Karla Maye (El Sendador). Román nejprve vycházel v letech 1889–1891 na pokračování v katolickém týdeníku Deutscher Hausschatz z Regensburgu, rozdělený do dvou dílů:
- Lopez Jordan, díl vycházel v letech 1889–1890,
- Der Schatz der Inkas (Poklad Inků, díl vycházel v letech 1890–1891).[pozn 2]

Prvního knižního vydání se román dočkal roku 1894, kdy vyšel ve dvou dílech jako dvanáctý a třináctý svazek Mayových v spisů nakladatelství Friedrich Ernst Fehsenfeld ve Freiburgu. Jednotlivé díly měly názvy:
- Am Rio de la Plata (Na Río de la Plata),
- In den Cordilleren (V Kordillerách).

Nakladatelství Karl-May-Verlag vydává román v rámci Sebraných spisů Karla Maye také ve dvou dílech a rovněž pod pořadovými čísly dvanáct a třináct.

## Děj
Román se odehrává v sedmdesátých letech 19. století nejprve v Uruguayi. Do Montevidea připlouvá německý cestovatel (není to nikdo jiný než Old Shatterhand, ačkoliv se v knize tak nenazývá) s cílem poznat Uruguay a okolní země. Podobá se však vůdci místní politické strany, která chce svrhnout vládu. Tato podobnost způsobí, že je vtažen do zákulisí politického dění a chystané protivládní vzpoury. Jeho čestná povaha a soucit s trpícími mu umožní orientovat se v životě země a postavit se do boje na straně práva a spravedlnosti. V druhém díle se děj románu přesouvá také do Argentiny do polopouštní planiny Gran Chaco a do And, kde hrdina příběhu bojuje s tajemným zločincem Geronimem Sabuccou, zvaným El Sendador, a pátrá se skupinou sběračů čaje v nepřístupných horách po zakopaném pokladu Inků.

## Česká vydání
První české vydání pochází od pražského nakladatele Josef R. Vilímek, který v překladu Jaroslava Zajíčka-Horského a s ilustracemi Josefa Ulricha vydal roku 1906 první díl románu (Na Rio de la Plata) a roku 1907 díl druhý (V Kordillerách).
Druhé české vydání pochází z roku 1932 z nakladatelství Toužimský a Moravec. Zde román vyšel v rámci tzv. Malé řady knih Karla Maye pod názvem Dobyvatelé Gran Chaca v překladu Jiřího Freunda a Františka Schörpnera a s ilustracemi Josefa Ulricha a Zdeňka Buriana rozdělený do tří částí:
- Na Rio de la Plata,
- Pampero,
- V Kordillerách.

Na třetí vydáni si čeští čtenáři museli z politických důvodů počkat více než čtyřicet let. Román Na Río de la Plata povolili komunističtí cenzoři vydat až v roce 1973, V Kordillerách pak vyšlo roku 1975 (obě knihy vydalo nakladatelství Olympia v překladu Jiřího Stacha a s ilustracemi Gustava Kruma). Ve stejném překladu a se stejnými ilustracemi vydalo toto nakladatelství obě knihy ještě v roce 1989 a 1990.
Zatím poslední české vydání pochází z nakladatelství GABI z Českého Těšína z roku 1993. Román zde vyšel v překladu Petra Hrabiny a Luďka Ondrušky a s ilustracemi  Jana Horyv rozdělení do tří dílů podle vydání od Toužimského a Moravce.